# Strumigenys akalles
Strumigenys akalles  (лат.) — вид мелких земляных муравьёв из подсемейства мирмицины (Myrmicinae). Юго-Восточная Азия: Борнео (Индонезия, Малайзия).
Мелкие муравьи (около 2 мм) с сердцевидной головой, расширенной кзади. Длина головы HL 0,62 мм, ширина головы HW 0,52 мм (мандибулярный индекс MI 23). Головной дорзум с отстоящими волосками, у вершины усечёнными и слабо раздвоенными. Обладают короткими жвалами (длина мандибул ML 0,14 мм). Основная окраска тела коричневая. Усики 6-члениковые. Сходен с видами Strumigenys eidechthes и Strumigenys inhonesta, от которых отличается волосками на голове.
Стебелёк между грудкой и брюшком состоит из двух члеников: петиолюса и постпетиолюса (последний четко отделен от брюшка), жало развито, куколки голые (без кокона). Предположительно, как и другие виды рода, специализированные охотники на коллембол. Вид был впервые описан в 2000 году английским мирмекологом Барри Болтоном (Лондон, Великобритания).